# Luis Cequeira
Luis Eduardo Cequeira (Resistencia, Chaco, 4 de febrero de 1985) es un ex-basquetbolista profesional argentino que jugaba para Quilmes de La Liga Argentina. Fue parte del plantel de la selección argentina que disputó la Copa Mundial de Baloncesto de 2010.
Es hermano del también baloncestista Martín Cequeira.

## Trayectoria deportiva
Su debut en la Liga Nacional de Básquet fue el 18 de enero de 2002, en un partido entre Quilmes de Mar del Plata y Obras Sanitarias.
Ha participado en diversos equipos campeones y realizado la mayor parte de su carrera en la máxima categoría del baloncesto profesional de Argentina, pasando por Quilmes de Mar del Plata, Boca Juniors, Sionista, Regatas Corrientes, Obras Sanitarias, Argentino de Junín, Comunicaciones e Hispano Americano.
Entre su palmarés destaca la conquista de la edición 2006-07 de la LNB (certamen en el que también fue reconocido como el Mejor Sexto Hombre de la temporada) y de los Campeonatos Sudamericanos de Clubes en 2005 y 2006 jugando para Boca Juniors.

### Clubes
| Club                     | País      | Año             |
| ------------------------ | --------- | --------------- |
| Quilmes de Mar del Plata | Argentina | 2001 - 2005     |
| Boca Juniors             | Argentina | 2005 - 2008     |
| Regatas Corrientes       | Argentina | 2008 - 2009     |
| Sionista                 | Argentina | 2009 - 2010     |
| Obras Sanitarias         | Argentina | 2010 - 2011     |
| Sionista                 | Argentina | 2011 - 2013     |
| Boca Juniors             | Argentina | 2013 - 2014     |
| Quilmes de Mar del Plata | Argentina | 2014 - 2016     |
| Argentino de Junín       | Argentina | 2017 - 2018     |
| Comunicaciones           | Argentina | 2018 - 2021     |
| Hispano Americano        | Argentina | 2022            |
| Quilmes de Mar del Plata | Argentina | 2022 - Presente |

## Selección nacional
Cequeira jugó para la selección argentina en numerosas ocasiones. Su debut se produjo en los Juegos Panamericanos de Río de Janeiro 2007. Posteriormente estuvo presente en dos ediciones del Torneo Sudamericano de Básquetbol: Puerto Montt 2008 -en la que su equipo se coronó campeón- y Neiva 2010 -donde los argentinos terminaron segundos.
Integró el plantel que Argentina envió al Mundial de Turquía 2010, siendo el sustituto de Juan Pablo Cantero, que sufrió una lesión poco tiempo antes del comienzo del certamen.

## Palmarés

### Clubes

#### Campeonatos nacionales
- Liga Nacional de Básquet: (1)
  - Boca Juniors: 2006-07.
- Copa Argentina: (2)
  - Boca Juniors: 2005, 2006.
- Torneo Súper 8: (1)
  - Regatas Corrientes: Torneo Súper 8 2008.

#### Campeonatos internacionales
- Campeonato Sudamericano de Clubes Campeones: (2)
  - Boca Juniors: 2005, 2006.
- Torneo Interligas de Básquet: (1)
  - Obras Sanitarias: 2011.

### Selecciones

#### Selección de Argentina
- 2008.  Medalla de Oro en el Campeonato Sudamericano de Puerto Mont.
- 2010.  Medalla de Plata en el Campeonato Sudamericano de Neiva.

#### Selección de Chaco
- 2012.  Medalla de Oro en el Campeonato Argentino de Básquet.

### Menciones
- Mejor Sexto Hombre de la LNB: 2006-07.
- Juego de las Estrellas de la Liga Nacional de Básquet: 2014.